# Laurence Viennot
 (août 2025).
Motif : Notoriété?
- Archive Wikiwix
- Bing
- Cairn
- DuckDuckGo
- E. Universalis
- Gallica
- Google
- G. Books
- G. News
- G. Scholar
- Persée
- Qwant
- (zh) Baidu
- (ru) Yandex
- (wd) trouver des œuvres sur Wikidata

| 1. | Préciser le motif de la pose du bandeau. | Précisez le motif de la pose du bandeau en utilisant la syntaxe suivante : {{admissibilité à vérifier\|date=août 2025\|motif=remplacez ce texte par le motif}}                        |
| 2. | Informer les utilisateurs concernés.     | Pensez à avertir le créateur de l'article, par exemple, en insérant le code ci-dessous sur sa page de discussion : {{subst:avertissement admissibilité à vérifier\|Laurence Viennot}} |

Pour les articles homonymes, voir Viennot.
Laurence Viennot, née le 4 mars 1942 à Talence et décédée le 27 août 2022 à Poissy, est une physicienne et didacticienne française.

## Biographie
Laurence Viennot fait sa carrière en tant qu'enseignante-chercheuse à l'université Paris Diderot, où elle enseigne comme professeure la physique et la didactique des sciences.
Après avoir fondé, avec Jean-Louis Malgrange et Edith Saltiel, le laboratoire LDPES (aujourd'hui LDSP), Laurence Viennot est responsable du DEA de didactique des disciplines scientifiques.
Laurence Viennot est distinguée par l'International Commission on Physics Education qui lui décerne sa médaille en 2003 pour son éminente contribution en didactique de la physique.
Arrivée à la retraite, elle fait son éméritat au laboratoire de Matière et Systèmes Complexes de l'université Paris Diderot.
Laurence Viennot meurt le 27 août 2022 à Poissy.

## Publications
Laurence Viennot a publié de nombreux articles dans des revues françaises et internationales. Elle a également publié des ouvrages dont certains ont été traduits en anglais :
- Le Raisonnement spontané en dynamique élémentaire, L. Viennot, Hermann, 1979.
- Raisonner en physique, la part du sens commun, L. Viennot, De Boeck, 1996.
- Enseigner la physique, L. Viennot (Dir), De Boeck, 2002.
- (en) Reasoning in Physics. The Part of Common Sense, S. S. Eaton & L. Viennot, Kluwer Academic Publishers, 2001.
- (en) Teaching Physics, L. Viennot, Kluwer Academic Publishers, 2003.
- Enquête sur le concept de causalité, L. Viennot & C. Debru (Dir), Presses Universitaires de France, 2003.

## Radio
- Le mariage positif de disciplines distinctes, entretien entre Laurence Viennot et le présentateur Stéphane Deligeorges, dans le cadre de l'émission Continent Science sur France Culture, 1er février 2010.